# Saison 5 de Bienvenue chez les Huang
Chronologie
Saison 4 Saison 6
Cet article présente le guide des épisodes de la cinquième saison de la série télévisée américaine Bienvenue chez les Huang (Fresh Off the Boat).

## Généralités
- Aux États-Unis, la saison a été diffusée du 5 octobre 2018 au 12 avril 2019 sur le réseau ABC. Dès cette saison, la série occupe une nouvelle case horaire en étant diffusée le vendredi.
- Au Canada, elle a été diffusée en simultanée sur CHCH-DT.

## Distribution

### Acteurs principaux
- Randall Park : Louis Huang
- Constance Wu : Jessica Huang
- Hudson Yang (en) : Eddie Huang
- Forrest Wheeler : Emery Huang
- Ian Chen : Evan Huang
- Chelsey Crisp : Honey
- Lucille Soong : Grand-mère Huang
- Ray Wise : Marvin Ellis

### Acteurs récurrents et invités
- Trevor Larcom : Trent
- Evan Hannemann : Dave
- Dash Williams : Brian
- Prophet Bolden : Walter
- Luna Blaise : Nicole
- Ming-Na : Elaine[1]
- Reggie Lee : Julius[1]
- Jimmy O. Yang : Horace, fils d'Elaine et Julius[1]

## Épisodes

### Épisode 1:Réunion dans la voiture
- États-Unis /  Canada : 5 octobre 2018 sur ABC[2] / CHCH-DT
- France : 12 mai 2020 sur M6

- États-Unis : 2,85 millions de téléspectateurs[3] (première diffusion)

### Épisode 2:30 jours et 30 nuits
- États-Unis /  Canada : 12 octobre 2018 sur ABC / CHCH-DT
- France : 12 mai 2020 sur M6

- États-Unis : 2,69 millions de téléspectateurs[4] (première diffusion)

### Épisode 3:Aux frontières d'Halloween
- États-Unis /  Canada : 19 octobre 2018 sur ABC / CHCH-DT
- France : 13 mai 2020 sur M6

- États-Unis : 2,87 millions de téléspectateurs[5] (première diffusion)

### Épisode 4:Zéro de conduite
- États-Unis /  Canada : 2 novembre 2018 sur ABC / CHCH-DT
- France : 13 mai 2020 sur M6

- États-Unis : 2,87 millions de téléspectateurs[6] (première diffusion)

### Épisode 5:Nos nouveaux voisins
- États-Unis /  Canada : 9 novembre 2018 sur ABC / CHCH-DT
- France : 14 mai 2020 sur M6

- États-Unis : 3,05 millions de téléspectateurs[7] (première diffusion)

### Épisode 6:Passionnément
- États-Unis /  Canada : 16 novembre 2018 sur ABC / CHCH-DT
- France : 14 mai 2020 sur M6

- États-Unis : 3,47 millions de téléspectateurs[8] (première diffusion)

### Épisode 7:Humour et râteau
- États-Unis /  Canada : 7 décembre 2018 sur ABC / CHCH-DT
- France : 14 mai 2020 sur M6

- États-Unis : 2,88 millions de téléspectateurs[9] (première diffusion)

### Épisode 8:Par tradition
- États-Unis /  Canada : 14 décembre 2018 sur ABC / CHCH-DT
- France : 15 mai 2020 sur M6

- États-Unis : 2,92 millions de téléspectateurs[10] (première diffusion)

### Épisode 9:Le câlin du pingouin
- États-Unis /  Canada : 4 janvier 2019 sur ABC / CHCH-DT
- France : 15 mai 2020 sur M6

- États-Unis : 3,25 millions de téléspectateurs[11] (première diffusion)

### Épisode 10:La vie n'est pas une comédie romantique
- États-Unis /  Canada : 11 janvier 2019 sur ABC / CHCH-DT
- France : 18 mai 2020 sur M6

- États-Unis : 3,18 millions de téléspectateurs[12] (première diffusion)

### Épisode 11:Tout est permis
- États-Unis /  Canada : 18 janvier 2019 sur ABC / CHCH-DT
- France : 18 mai 2020 sur M6

- États-Unis : 3,40 millions de téléspectateurs[13] (première diffusion)

### Épisode 12:Légendes d'automne
- États-Unis /  Canada : 25 janvier 2019 sur ABC / CHCH-DT
- France : 18 mai 2020 sur M6

- États-Unis : 3,36 millions de téléspectateurs[14] (première diffusion)

### Épisode 13:La stratégie du mah-jong
- États-Unis /  Canada : 1er février 2019 sur ABC / CHCH-DT
- France : 19 mai 2020 sur M6

- États-Unis : 3,30 millions de téléspectateurs[15] (première diffusion)

### Épisode 14:Le grand frisson de l'amour
- États-Unis /  Canada : 15 février 2019 sur ABC / CHCH-DT
- France : 19 mai 2020 sur M6

- États-Unis : 3,12 millions de téléspectateurs[16] (première diffusion)

### Épisode 15:Fait comme un rat
- États-Unis /  Canada : 22 février 2019 sur ABC / CHCH-DT
- France : 20 mai 2020 sur M6

- États-Unis : 3,06 millions de téléspectateurs[17] (première diffusion)

### Épisode 16:Trop bien pour toi
- États-Unis /  Canada : 1er mars 2019 sur ABC / CHCH-DT
- France : 20 mai 2020 sur M6

- États-Unis : 2,93 millions de téléspectateurs[18] (première diffusion)

### Épisode 17:Les bottes secrètes
- États-Unis /  Canada : 8 mars 2019 sur ABC / CHCH-DT
- France : 20 mai 2020 sur M6

- États-Unis : 3,00 millions de téléspectateurs[19] (première diffusion)

### Épisode 18:Vivement la retraite!
- États-Unis /  Canada : 15 mars 2019 sur ABC / CHCH-DT
- France : 21 mai 2020 sur M6

- États-Unis : 2,94 millions de téléspectateurs[20] (première diffusion)

### Épisode 19:Vice-maman
- États-Unis /  Canada : 22 mars 2019 sur ABC / CHCH-DT
- France : 21 mai 2020 sur M6

- États-Unis : 2,92 millions de téléspectateurs[21] (première diffusion)

### Épisode 20:Le clan des intellos
- États-Unis /  Canada : 29 mars 2019 sur ABC / CHCH-DT
- France : 22 mai 2020 sur M6

- États-Unis : 2,55 millions de téléspectateurs[22] (première diffusion)

### Épisode 21:Un seul être vous manque
- États-Unis /  Canada : 5 avril 2019 sur ABC / CHCH-DT
- France : 22 mai 2020 sur M6

- États-Unis : 3,05 millions de téléspectateurs[23] (première diffusion)

### Épisode 22:Aucune excuse
- États-Unis /  Canada : 12 avril 2019 sur ABC / CHCH-DT
- France : 22 mai 2020 sur M6

- États-Unis : 3,08 millions de téléspectateurs[24] (première diffusion)